# Щешинский, Оттон Иванович
 Щешинский Оттон Иванович  (1847—1912) — офицер Российского императорского флота, участник русско-турецкой войны 1877—1878 годов. Георгиевский кавалер, контр-адмирал.

## Биография
Щешинский Оттон Иванович родился 9 января 1847 года, происходил из дворян Волынской губернии, по национальности — поляк. 14 сентября 1864 года поступил кадетом в Морской кадетский корпус. В службе с 1865 года. 17 апреля 1868 года произведён в гардемарины. 27 мая 1870 года произведён в мичманы со старшинством в чине с 17 апреля 1870 в сравнение со сверстниками. В 1882 году прошёл обучение в гальваническом офицерском классе при учебно-артиллерийской команде. 8 апреля 1873 года произведён в лейтенанты. В августе 1875 года окончил Минный офицерский класс (первый выпуск), стал минным офицером 1-го разряда.

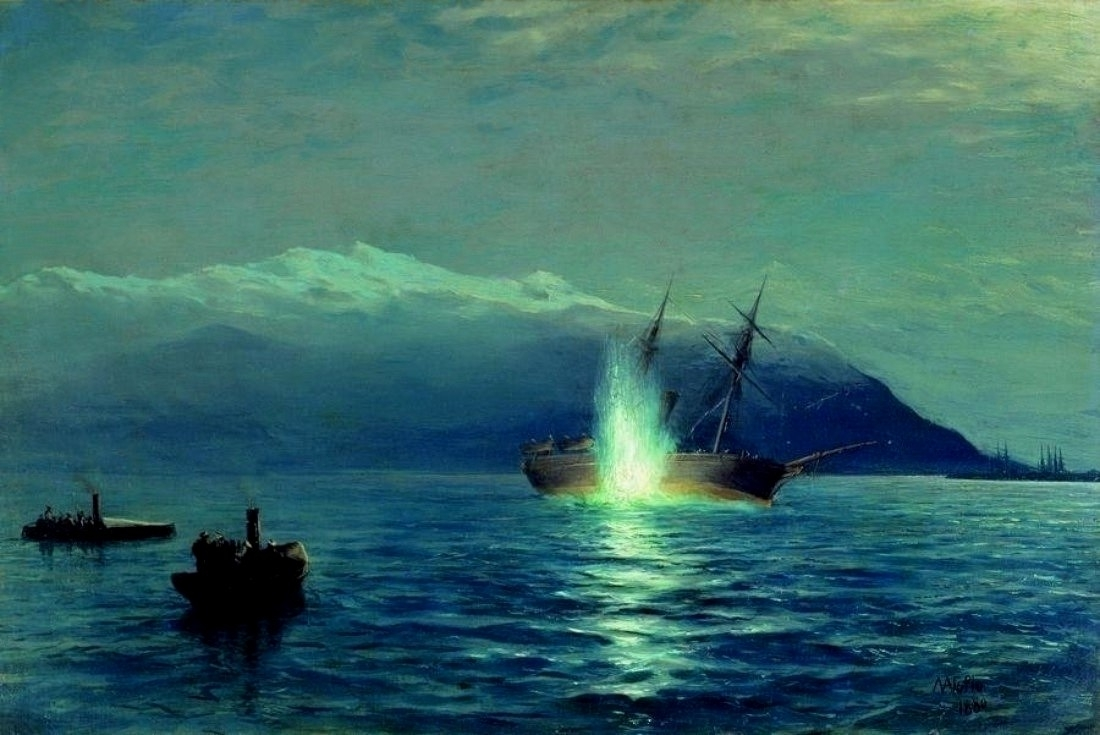
Картина Л. Ф. Лагорио «Потопление катерами парохода „Великий князь Константин“ турецкого парохода „Интибах“ на Батумском рейде в ночь на 14 января 1878 г.»

В 1876—1877 годах находился в заграничном плавании на фрегате «Петропавловск». Принимал участие в русско-турецкой войне 1877—1878 годов. В 1877—1878 годах плавал на пароходе «Великий князь Константин» (командир лейтенант С. О. Макаров). В ночь с 15 на 16 декабря 1877 год корабль подошёл к Батуму и спустил на воду свои минные катера «Чесма» (командир И. М. Зацаренный) и «Синоп» (командир О. И. Щешинский), которые были оснащены новыми самодвижущимися самодвижущимися минами (торпеды) Уайтхеда. После полуночи катера проникли на рейд. В темноте моряки приняли мачты трёх броненосцев, расположенных носом в сторону моря, за трехмачтовое судно, стоящее к ним лагом, и произвели торпедную атаку. Однако торпеды прошли между турецкими кораблями и выскочили на берег, где и взорвались. За атаку на Батумском рейде О. И. Щешинский был удостоен 2 января 1878 года ордена Святого Владимира 4 степени с мечами и бантом.
В ночь с 13 на 14 января 1878 года «Великий князь Константин» снова подошел к рейду Батума и спустил на воду вооруженные торпедами катера «Чесма» и «Синоп». Под прикрытием тумана, катера незамеченными подошли к турецкому двухмачтовому пароходу «Интибах» и произвели атаку. Торпеды достигла цели и получив пробоину в правый борт турецкий пароход затонул. Это было первое успешное применение минно-торпедного оружия русскими кораблями. «За отличный подвиг храбрости и распорядительности при взрыве в ночь на 14 янв. 878 на Батумском рейде сторожевого турецкого парохода» лейтенант О. И. Щешинский был награждён орденом Святого Георгия 4 степени. Затем плавал на миноноске № 140. 9 июля 1879 года уволен от службы по домашним обстоятельствам капитан-лейтенантом и с мундиром. 16 апреля 1884 года вновь определён в службу. С 19 апреля 1889 года служил командиром миноносца «Либава». 1 января 1890 года произведён в капитаны 2-го ранга. 10 февраля того же года назначен старшим офицером броненосца «Русалка». С января 1893 года командовал портовым судном «Работник», с февраля 1894 года — минным крейсером «Посадник», с 11 мая 1896 по 1897 год — морской канонерской лодкой «Черноморец». 6 декабря 1897 года произведён в капитаны 1 ранга. 3 января 1900 года назначен Заведующим машинной школой Черноморского флота. В декабре 1902 года переведён на Балтийский флот и 6 апреля 1904 года назначен командующим 19-го флотского экипажа. 26 сентября 1905 года произведён в контр-адмиралы с увольнением от службы с мундиром и пенсией.
Умер Оттон Иванович Щешинский в 1912 году.

## Награды
Контр-адмирал Оттон Иванович Щешинский был награждён орденами и медалями Российской империи:
- орден Святого Владимира 4 степени (02.01.1878);
- орден Святого Георгия 4 степени (17.01.1878);
- орден Святого Станислава 2 степени (1894);
- орден Святой Анны 2 степени (18.04.1899);
- орден Святого Владимира 3 степени (28.03.1904);
- светло-бронзовая медаль «В память русско-турецкой войны 1877—1878» (1878).
- Серебряная медаль «В память царствования императора Александра III» (1896)
- Бронзовая медаль «За труды по первой всеобщей переписи населения» (1897)

Иностранные:
- орден Османие 3 степени.

## Семья
Оттон Иванович Щешинский был женат, имел троих детей. Сын Владимир (рожд. 1897 года) работал бухгалтером Райтрансторгпита № 4 Октябрьской ж. д. был арестован, осуждён Особой тройкой УНКВД ЛО и 1 ноября 1938 года расстрелян